# 栗田治
栗田 治（くりた おさむ、1960年 - ）は、日本の工学者。現在は慶應義塾大学理工学部管理工学科教授。専門は都市工学、都市解析、オペレーションズ・リサーチ。

## 来歴
- 1960年 広島県に生まれる
- 1979年 修道高等学校卒業
- 1983年 筑波大学社会工学類都市計画専攻卒業
- 1989年 筑波大学大学院博士課程社会工学研究科都市・地域計画学専攻修了、日本学術振興会特別研究員
- 1990年 東京大学工学部都市工学科助手
- 1992年 慶應義塾大学理工学部管理工学科専任講師
- 1996年 慶應義塾大学理工学部管理工学科助教授
- 2002年 慶應義塾大学理工学部管理工学科教授